# Ryusei Morikawa
Ryusei Morikawa (森川 龍誠 Morikawa Ryusei?, nacido el 29 de agosto de 1988 en Chiba) es un futbolista japonés que se desempeña como centrocampista.

## Trayectoria

### Clubes
| Club           | País  | Año         |
| -------------- | ----- | ----------- |
| FC Imabari     | Japón | 2011 - 2012 |
| Grulla Morioka | Japón | 2013 - 2015 |
| Morioka Zebra  | Japón | 2016 -      |

## Estadística de carrera

### J. League
| Club           | Año   | J. League | J. League | Copa J. League | Copa J. League | Total | Total |
| Club           | Año   | Part.     | Goles     | Part.          | Goles          | Part. | Goles |
| -------------- | ----- | --------- | --------- | -------------- | -------------- | ----- | ----- |
| Grulla Morioka | 2014  | 10        | 0         | -              | -              | 10    | 0     |
| Grulla Morioka | 2015  | 16        | 0         | -              | -              | 16    | 0     |
| Total          | Total | 26        | 0         | 0              | 0              | 26    | 0     |